# ハンス＝フェルディナント・ガイスラー
ハンス＝フェルディナント・ガイスラー（独:Hans-Ferdinand Geisler、1891年4月19日 - 1966年6月25日）は、ドイツの海軍軍人、空軍軍人。最終階級はドイツ国防軍空軍航空兵大将。騎士鉄十字章を受賞した。

## 経歴
1891年4月にハノーファーで生まれた彼は、ドイツ帝国海軍へ入隊し、第一次世界大戦に参戦した。大戦後ヴァイマル共和国海軍に入隊したのち、1933年9月に新設されたドイツ国防軍空軍へと入隊した。
1934年3月に空軍大佐、1939年4月に空軍中将へと昇進し、1940年7月に空軍大将となった。彼は1940年5月4日に騎士鉄十字章を受賞している。
1939年10月2日から1942年8月31日まで第10航空隊の司令官に就任していた彼は、対艦航空作戦などでかつての海軍時代の経験を活かし、成果をあげた。
1942年10月に退役した彼は、1966年6月にフライブルク・イム・ブライスガウで死去した。

## 叙勲
- 鉄十字章
  - 二級鉄十字勲章1914年章
  - 一級鉄十字勲章1914年章
- 鉄十字章略章
  - 二級鉄十字略章
  - 一級鉄十字略章
- ドイツ十字章[1]
  - ドイツ十字章金章
- 騎士鉄十字章[1][2]
- 国防軍軍報(Wehrmachtbericht)に1940年4月10日付で取り上げられる